# Larry King
Larry King (tên khai sinh Lawrence Harvey Zeiger; 19 tháng 1, 1933 – 23 tháng 1, 2021) là một người dẫn chương trình truyền hình, radio và phát ngôn viên người Mỹ, với những công trình đã được nhận nhiều giải thưởng bao gồm hai giải Peabody, một giải Emmy, và 10 giải CableACE.
King khởi đầu sự nghiệp là một nhà báo và người phỏng vấn radio Floria trong những năm 1950 và 1960, và bắt đầu nhận được sự chú ý từ năm 1978 với vai trò người dẫn chương trình The Larry King Show, một chương trình radio call-in xuyên đêm phát sóng trên toàn nước Mỹ qua Mutual Broadcasting System. Từ 1985 đến 2010, ông dẫn chương trình phỏng vấn hàng đêm Larry King Live trên CNN. Từ 2012 đến 2020, ông dẫn chương trình Larry King Now trên Hulu và RT America. Ông tiếp tục dẫn chương trình Politicking with Larry King, một talk show chính trị được chiếu hàng tuần trên cùng kênh từ năm 2013 cho đến khi ông mất.

## Thời niên thiếu và giáo dục
King sinh ra ở Brooklyn, New York, ngày 19 tháng 11 năm 1933. Ông là một trong hai người con của Jennie (Gitlitz), một thợ may sinh ra ở Vilnius, Litva, và Aaron Zeiger, một chủ cửa hàng và công nhân nhà máy sinh tại Kolomyia, Áo-Hung. His parents were Orthodox Jews.
King theo học tại Trường Trung học Lafayette, một trường công ở Brooklyn. Bố King mất năm 44 tuổi do lên cơn nhồi máu cơ tim dẫn đến mẹ, anh trai và ông phải sống bằng tiền trợ cấp. King bị ảnh hưởng lớn từ cái chết của bố mình, và ông mất đi hứng thú với trường học. Ông tham dự một khóa học Quản lý Vận chuyển tại Cao đẳng Công nghệ thành phố New York, nhưng bỏ học trong chưa đầy một năm.

## Sự nghiệp
Sau khi tốt nghiệp trung học, Larry làm việc để giúp đỡ mẹ mình. Từ sớm, ông đã có mong muốn làm việc trong lĩnh vực phát thanh radio.

### Phát thanh và phát hình Miami
Một nhân viên đài CBS, sau khi tình cờ gặp King, đề xuất anh đến Florida, nơi có một thị trường phát sóng phát triển nhanh với nhiều vị trí cho phát thanh viên ít kinh nghiệm. King đến Miami, và sau vài lần thất bại, ông có được công việc đầu tiên trong lĩnh vực này. Quản lý của một trạm radio nhỏ, WAHR (nay là WMBM) ở Miami Beach, thuê ông để chỉnh sửa hậu kỳ và các tác vụ khác. Khi một trong những người giới thiệu tin tức đột ngột bỏ việc, King được lên sóng. Lần phát thanh đầu tiên của ông là vào ngày 1 tháng 5 năm 1957, làm DJ từ 9 giờ sáng đến trưa. Ông cũng báo tin tức thời sự và thể thao vào buổi chiều. Ông được trả 50 đô la một tuần.
Ông lấy tên Larry King khi người quản lý, Marshall Simmonds, cho rằng Zeiger quá dân tộc và khó nhớ, cho nên vài phút trước khi lên sóng, ông chọn tên họ King mà ông lấy từ một quảng cáo trong tờ Miami Herald cho King's Wholesale Liquor. Hai năm sau, ông chính thức đổi tên mình thành Larry King.
Ông bắt đầu thực hiện phỏng vấn trên một chương trình giữa sáng cho WIOD, tại Nhà hàng Pumpernik tại Miami Beach. Ông phỏng vấn bất kỳ ai bước vào. Buổi phỏng vấn đầu tiên của ông là với một bồi bàn ở nhà hàng. Hai ngày sau, ca sĩ Bobby Darin, đến Miami cho một concert diễn ra tối đó, bước vào Pumpernik sau khi nghe về chương trình radio của King; Darin trở thành khách mời phỏng vấn nổi tiến đầu tiên của King.

## Qua đời
Ngày 23 tháng 1 năm 2021, ông qua đời do mắc COVID-19.